# Національна художня галерея (Афіни)
Національна художня галерея, або Національна Пінакотека (грец. Εθνική Πινακοθήκη) — художній музей в Афінах, заснований 1900 року і присвячений грецькому та європейському мистецтву від 14 століття до сучасності. Також відомий як Музей Александроса Суцоса (грец. Μουσείο Αλεξάνδρου Σούτζου), Національна галерея Греції. Скульптурна колекція у післявоєнний час виокремилась в окремий музей супутник — Національну Гліптотеку.

## Історія
Ідея заснування музею виникла 1878 року, тоді музею передав частину свого зібрання Афінський університет. 1896 року юрист за фахом та шанувальник мистецтв Александрос Суцос передав свою приватну колекцію у власність Грецької держави. На момент свого відкриття в 1900 році колекція музею нараховувала всього 258 робіт із зібрання Афінського університету, Афінського політехнічного університету та Александроса Суцоса. Першим куратором музею став грецький художник Георгіос Іаковідіс. В наступні роки колекція галереї поповнювалась завдяки іншим дарам, колекціям, заповіданим грецькими художниками та звичайними городянами. Одним з найзначніших став дарунок Евріпідіса Кутлідіса, що дав змогу музею повно представити грецький живопис 19-20 століть.
1964 року розпочалось будівництво нової будівлі для музею по проспект Короля Костянтина під керівництвом групи архітекторів: Фатуріса, Мілонаса та Муцопулоса. Це невисока будівля, яка має два крила. Музей переїхав в неї 1976 року, на той момент його колекція нараховувала вже понад 9,5 тисяч експонатів.

## Експозиція
Постійна експозиція музею займає перший і другий поверх і представлена художніми роботами 19-20 століть. Усі картини представлені в хронологічному порядку та згруповані тематично. Проте головна зала присвячена пост-візантійському живопису представників, так званої, критської школи. Зокрема тут виставлені роботи Доменікоса Теотокопулоса, відомішого під прийнятим іспанським іменем — Ель Греко. Серед інших ренесансних митців Якоб Йорданс, Лука Джордано, Джованні Баттіста Тьєполо, Ян Брейгель Молодший, Ян Брейгель Старший, Лоренцо Венеціано, Якопо дель Селлайо та Альбрехт Дюрер.
Знайомство із новогрецьким живописом починається з робіт художників Іонічних островів. Виконані із фотографічною точністю картини розповідають про перші роки історії незалежної Греції. Найзначніші художники цього періоду Теодорос Врізакіс та Ніколаос Кунелакіс. Окрема тематична група присвячена новогрецьким живописцям, які здобули академічну художню освіту в Мюнхені, вони формують, так звану, Мюнхенську школу. Серед них Георгіос Іаковідіс, Нікіфорос Літрас, Константінос Воланакіс та Ніколаос Гізіс. Особливо виділяються «Дитячий концерт» (грец. Παιδική Συναυλία) Георгіоса Іаковідіса та «Заручини» (грец. Τα αρραβωνιάσματα) Ніколаоса Гізіса із характерною точністю, завершеністю сюжету.
Творчість міжвоєнного періоду представлена роботами художників, так званого, покоління 30-тих (див. Режим 4 серпня). Його найяскравіші представники — Спірос Папалукас, Янніс Царухіс, Діамантіс Діамантопулос, Янніс Мораліс та Нікос Хатзікіріякос-Гікас. Другий поверх присвячений творчості виключно сучасних грецьких митців. Її відрізняє експериментальність, інновіційність техніки та оригінальність сюжету, серед яких водночас не губляться грецькі національні риси. Особливий інтерес викликають роботи Константіноса, Партеніса та Малеаса, яких вважають зачинателями грецького модерну.

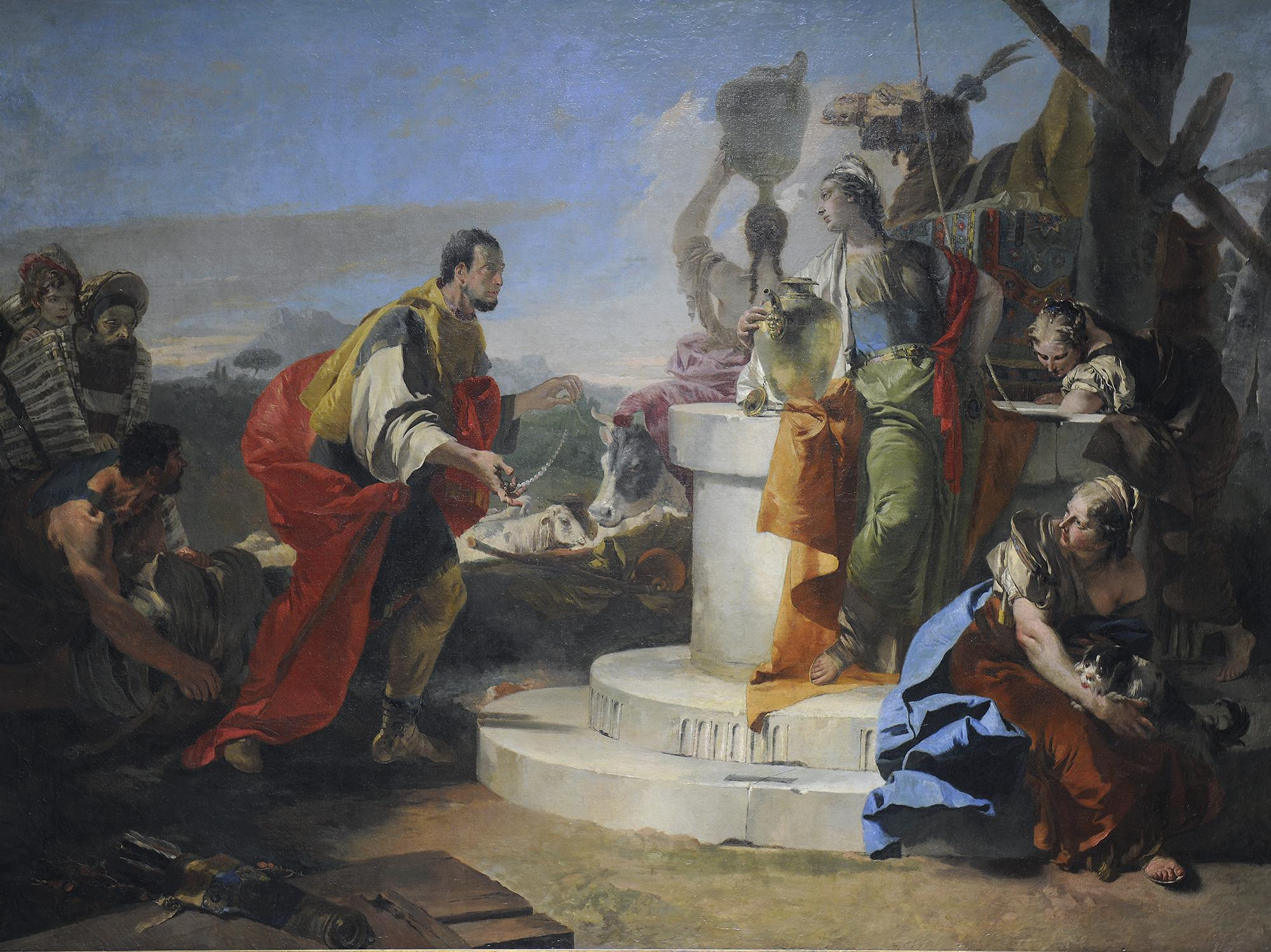
«Елізар та Ребекка», Джованні Баттіста Тьєполо
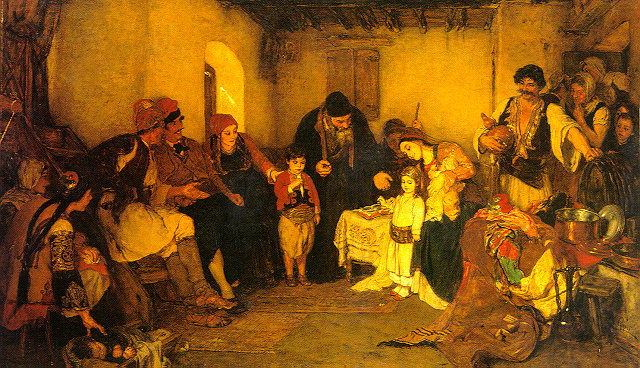
«Заручини», Ніколаос Гізіс
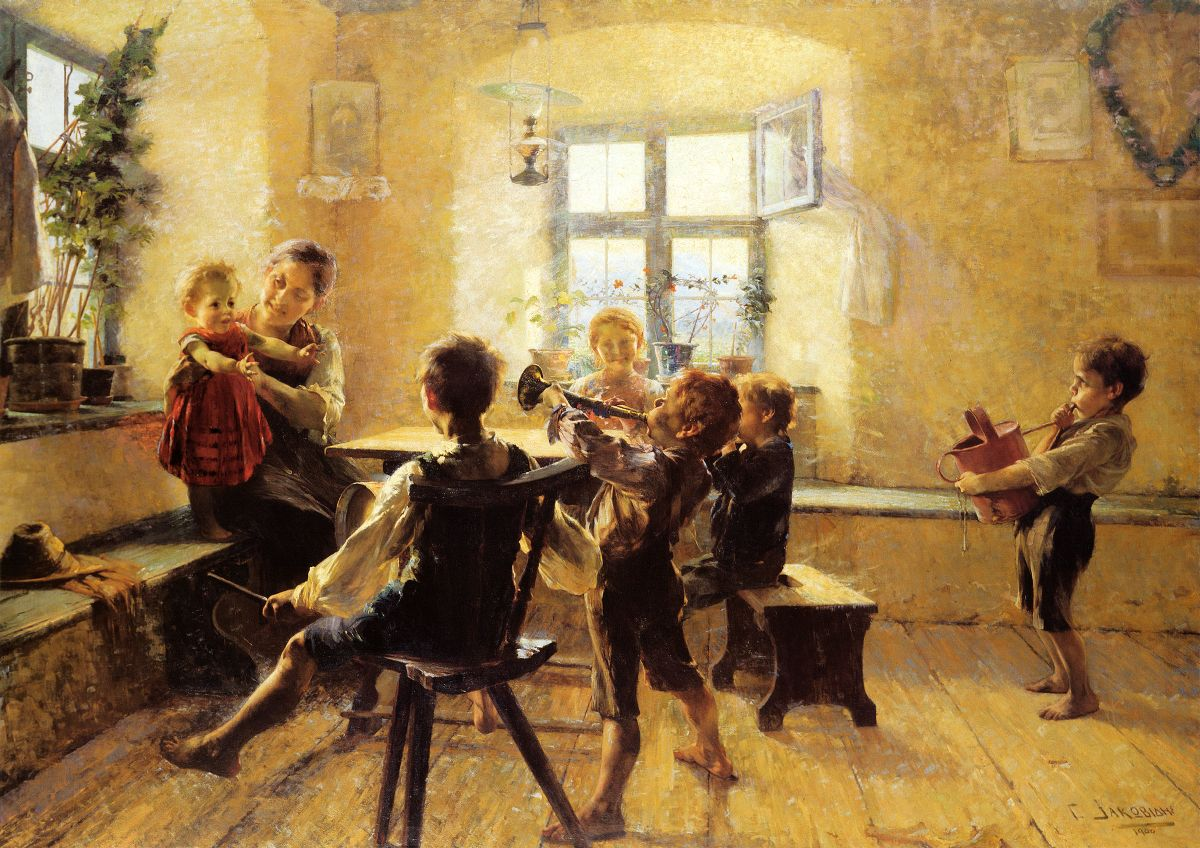
«Дитячий концерт», Георгіос Іаковідіс